# Boris Demur
Boris Demur (Zagreb, 9. lipnja 1951. – Zagreb 14. lipnja 2014.), hrvatski slikar i grafičar.

## Životopis
Akademiju likovnih umjetnosti u Zagrebu upisao je 1970.  Slikarstvo je diplomirao u klasi  prof. Raoula Goldonija 1975. godine, a  grafiku 1977. u klasi  prof. Alberta Kinerta na istoj akademiji. Od 1975. do 1977. godine suradnik je Majstorske radionice prof. Ljube Ivančića.
Boravio je na kraćim i dužim studijskim i umjetničkim usavršavanjima: Rim, Venecija, Pariz, Amsterdam, Beč, Verona, Sao Paulo, Guaruja, Heidelberg, Frankfurt... Bio je član grupe šestorice, u kojoj su s njim bili Vlado Martek, Željko Jerman, Fedor Vučemilović, Sven i Mladen Stilinović.
Nakon izložbe na 23. internacionalnom bijenalu u Sao Paolu 1996. godine odlikovan je  Redom Danice hrvatske s likom  Marka Marulića.
Dobitnik je više vrijednih nagrada i priznanja. Djela mu se nalaze u zbirkama i stalnim postavama značajnijih  muzeja i  galerija te brojnim privatnim kolekcijama u zemlji i inozemstvu.
Velika izložba "Retrospektiva I" slikara Borisa Demura otvorena je u ožujku 2004. godine u  zagrebačkoj Modernoj galeriji, s oko 360 izloženih radova nastalih od 1970. – 2000. godine. Osobitost izložbe bilo je Demurovo spiralno slikarstvo nastalo 90-ih godina, koje je zastupalo jedno od najvećih djela na izložbi spiralna slika "Requiem za Hrvatsku" iz 1991. koja se čuva u  Modernoj galeriji. Njegova najznačajnija djela iz teme  "Spirale" nastaju u periodu od 2004. – 2014. godine. U nekim njegovim umjetničkim djelima može se pronaći sakriven geometrijski lik, križ, Ying i Yang ili neki drugi drevni istočnjački simboli.
Od 1975. godine sudjelovao je na 384 skupnih izložbi u zemlji i inozemstvu, te je održao 83 samostalne izložbe i 112 samostalnih akcija i performansa.

## Vanjske poveznice
- Hrvatsko društvo likovnih umjetnika
- Umjetnički paviljon, potrfolio
- Enciklopedija.hr
- In memoriam